# Anselmo Vilar
Anselmo Antonio Vilar García, nacido en Lugo y fusilado en Vélez-Málaga entre el  9 y el 10 de febrero de 1937, fue un farero español. 
Su actuación en la Guerra civil española, al no encender la luz del faro de Torre del Mar durante dos noches, salvó la vida de civiles que huían de Málaga a Almería y que estaban siendo ametrallados y bombardeados por las tropas franquistas, en lo que se conoció como La Desbandá.

## Trayectoria
Su padre había sido el primer farero de Torre del Mar, en el municipio de Vélez-Málaga, provincia de Málaga, ocupando luego él su lugar.
En los primeros días de febrero de 1937 las tropas franquistas, con la ayuda de los camisas negras italianos, tomaron Málaga y provocaron el éxodo de millares de personas en dirección a Almería, ciudad aún bajo el control del Ejército Popular de la República, mientras eran ametrallados por aviones alemanes e italianos y bombardeados desde el mar por barcos del ejército franquista, como el crucero Baleares. En su faro, Anselmo Vilar decidió apagar las luces, dificultando así la orientación de los barcos y aviones y facilitando la huida de los refugiados. La zona próxima al faro fue, de este modo, la que menos sufrió los ataques.
Tras la toma de la localidad por el ejército sublevado, Anselmo Vilar fue fusilado junto al cementerio de Vélez-Málaga, en la noche entre el 9 y el 10 de febrero.